# House of Dark Shadows
House of Dark Shadows este un film de groază britanic din 1970, regizat de Dan Curtis. Rolurile principale sunt interpretate de actorii Jonathan Frid, Grayson Hall și Kathryn Leigh Scott.

## Distribuție
- Jonathan Frid
- Grayson Hall
- Kathryn Leigh Scott
- David Henesy
- Roger Davis